# Otto Luedeke
Otto Luedeke (8 de julho de 1916 — 20 de outubro de 2005) foi um ciclista olímpico estadunidense. Representou sua nação em dois eventos nos Jogos Olímpicos de Verão de 1932.